# Белоножкин, Анатолий Иванович
Анатолий Иванович Белоножкин (11 февраля 1947, Казань, Татарская АССР, СССР — 25 мая 2020) — советский хоккеист, нападающий, мастер спорта СССР международного класса.

## Биография
Анатолий Белоножкин — воспитанник детско-юношеской спортивной школы команды «Динамо» (Москва), за которую он начал играть в 1959 году. В 1965—1966 годах он выступал за молодёжную команду ЦСКА, а в 1966—1968 годах — за команду мастеров «Динамо» (Киев). За время выступлений за команду киевского «Динамо» Анатолий Белоножкин забросил 23 шайбы в 72 матчах чемпионата СССР.
В 1968—1977 годах Анатолий Белоножкин выступал за команду «Динамо» (Москва), забросив 77 шайб в 251 матче чемпионата СССР. За это время в составе своей команды он один раз становился серебряным призёром и три раза — бронзовым призёром чемпионата СССР. Его партнёрами по тройке нападения в разные годы были Александр Мальцев, Юрий Чичурин, Владимир Девятов, Евгений Котлов и Михаил Титов.
В составе сборной СССР Анатолий Белоножкин в 1970 году сыграл в шести матчах и забросил одну шайбу. В частности, он принимал участие в турнире на призы газеты «Известия» 1970 года, проведя четыре игры.
Окончил Московский областной государственный институт физической культуры в Малаховке (Московская область). После окончания игровой карьеры работал директором спорткомплекса.
Анатолий Белоножкин скончался 25 мая 2020 года.

## Достижения
- Второе место на турнире на призы газеты «Известия» (в составе сборной СССР) — 1970[1]
- Серебряный призёр чемпионата СССР — 1971[1]
- Бронзовый призёр чемпионата СССР — 1969, 1974, 1976[1]
- Обладатель Кубка СССР — 1972, 1976[3]
- Финалист Кубка СССР — 1969, 1970, 1974[3]
- Чемпион Зимней Универсиады — 1968[3][7]
- Обладатель Кубка Ахерна — 1975, 1976